# Piódão
Piódão é uma povoação portuguesa sede da Freguesia de Piódão do Município de Arganil, freguesia com 36,57 km² de área e 120 habitantes (censo de 2021)., tendo, por isso, uma densidade populacional de 3,3 hab./km².
Além da sede, a Freguesia de Piódão inclui as seguintes aldeias e quintas: Malhada Chã, Chãs d'Égua, Tojo, Fórnea, Foz d'Égua, Barreiros, Covita, Torno, Casal Cimeiro e Casal Fundeiro.

## História
No Numeramento Joanino de 1527, o primeiro recenseamento populacional nacional, Piódão aparece inserido na vila de Avô, como "casall do piodam" com dois moradores apenas. Mais tarde integra a Freguesia de Aldeia das Dez, da qual é desanexado em 1676 e passa a ser Freguesia.
O Decreto de 24 de Outubro de 1855 extingue o Concelho de Avô, e transfere a Freguesia para o de Arganil, onde atualmente se encontra
Pertence à rede de Aldeias Históricas de Portugal.
A povoação (aldeia) de Piódão, núcleo urbano sede da freguesia, está classificada como Imóvel de Interesse Público desde 1978.

## Demografia
A população registada nos censos foi:
| Distribuição da População por Grupos Etários | Distribuição da População por Grupos Etários | Distribuição da População por Grupos Etários | Distribuição da População por Grupos Etários | Distribuição da População por Grupos Etários |
| -------------------------------------------- | -------------------------------------------- | -------------------------------------------- | -------------------------------------------- | -------------------------------------------- |
| Ano                                          | 0-14 Anos                                    | 15-24 Anos                                   | 25-64 Anos                                   | > 65 Anos                                    |
| 2001                                         | 11                                           | 14                                           | 107                                          | 92                                           |
| 2011                                         | 10                                           | 10                                           | 78                                           | 80                                           |
| 2021                                         | 8                                            | 8                                            | 61                                           | 43                                           |

## Geografia
A aldeia de Piódão situa-se numa encosta da Serra do Açor. As habitações possuem as tradicionais paredes de xisto, tecto coberto com lajes e portas e janelas de madeira pintadas de azul. O aspecto que a luz artificial lhe confere, durante a noite, conjugado pela disposição das casas, fez com que recebesse a denominação de “Aldeia Presépio”. Os habitantes dedicam-se, sobretudo, à agricultura (milho, batata, feijão, vinha), à criação de gado (ovelhas e cabras) e em alguns casos à apicultura.
A flora é em grande parte constituída por castanheiros, oliveiras, pinheiros, urzes e giestas. A fauna compõe-se, sobretudo, de coelhos, lebres, javalis, raposas, doninhas, fuinhas, águias, açores, corvos, gaios, perdizes e pequenos roedores.
Atualmente a desertificação das zonas do interior afeta praticamente todas as povoações desta freguesia. As populações mais jovens emigraram para o estrangeiro ou para as zonas litorais à procura de melhores condições de vida, regressam às suas origens, sobretudo, durante as épocas festivas para reviver o passado e se reencontrarem com os seus congéneres.

## Património

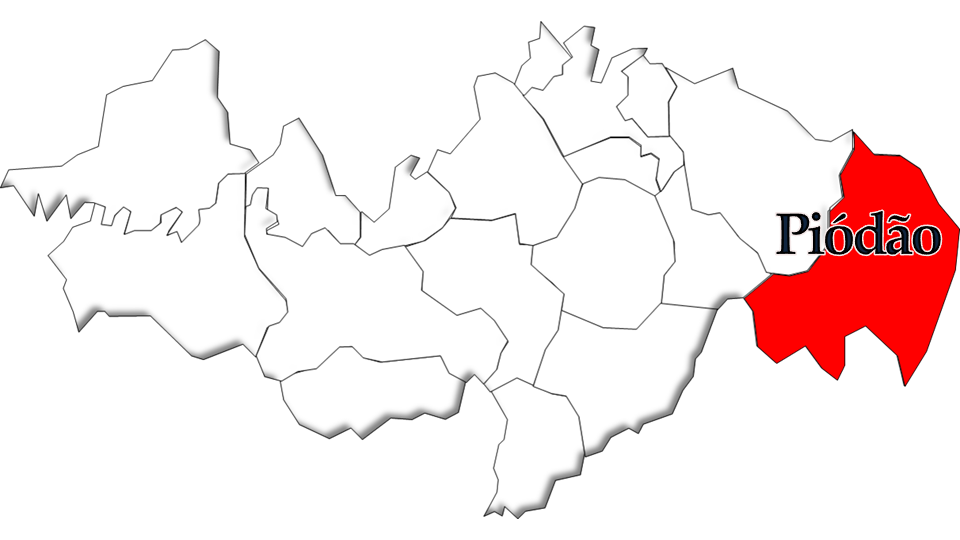
Localização da freguesia no Município de Arganil

- O conjunto arquitectónico da povoação forma uma das aldeias históricas protegidas. Com efeito, recebeu, na década de 1980, o galo de prata, condecoração atribuída à "aldeia mais típica de Portugal".
- Igreja Matriz de Piodão[6];
- Capelas de S. Pedro, de S. João, de Santa Bárbara, da Senhora da Saúde e da Senhora do Bom Parto;
- Busto-monumento ao cónego M. F. Nogueira;
- Museu Etnográfico;
- Eira e forno comunitários;
- Fonte dos Algares;
- Nicho.

## Pontos de interesse
- Trecho da serra do Alvor;
- Parque eólico de Açor

## Galeria

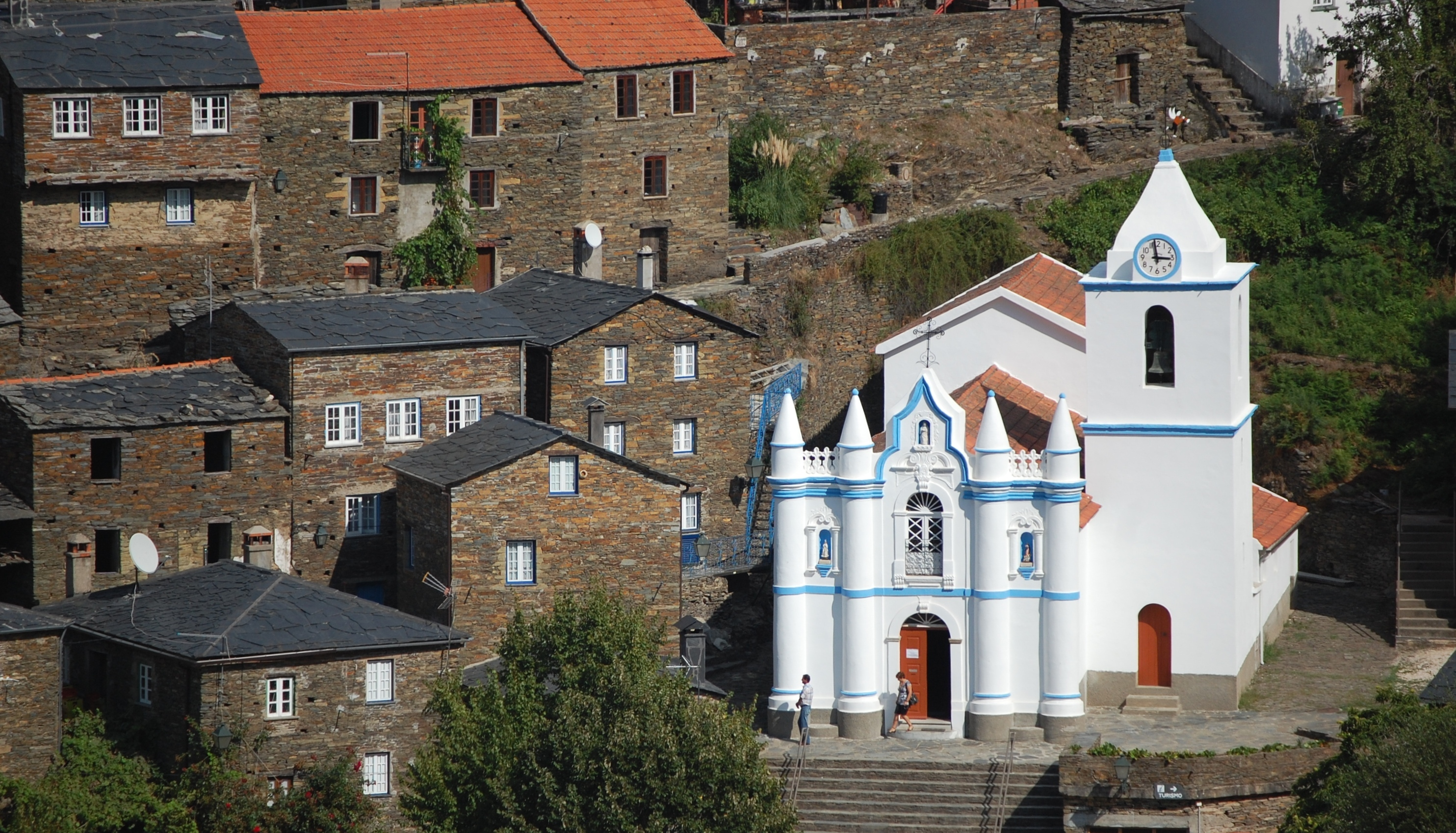
Igreja Matriz de Nossa Senhora da Conceição, Piódão
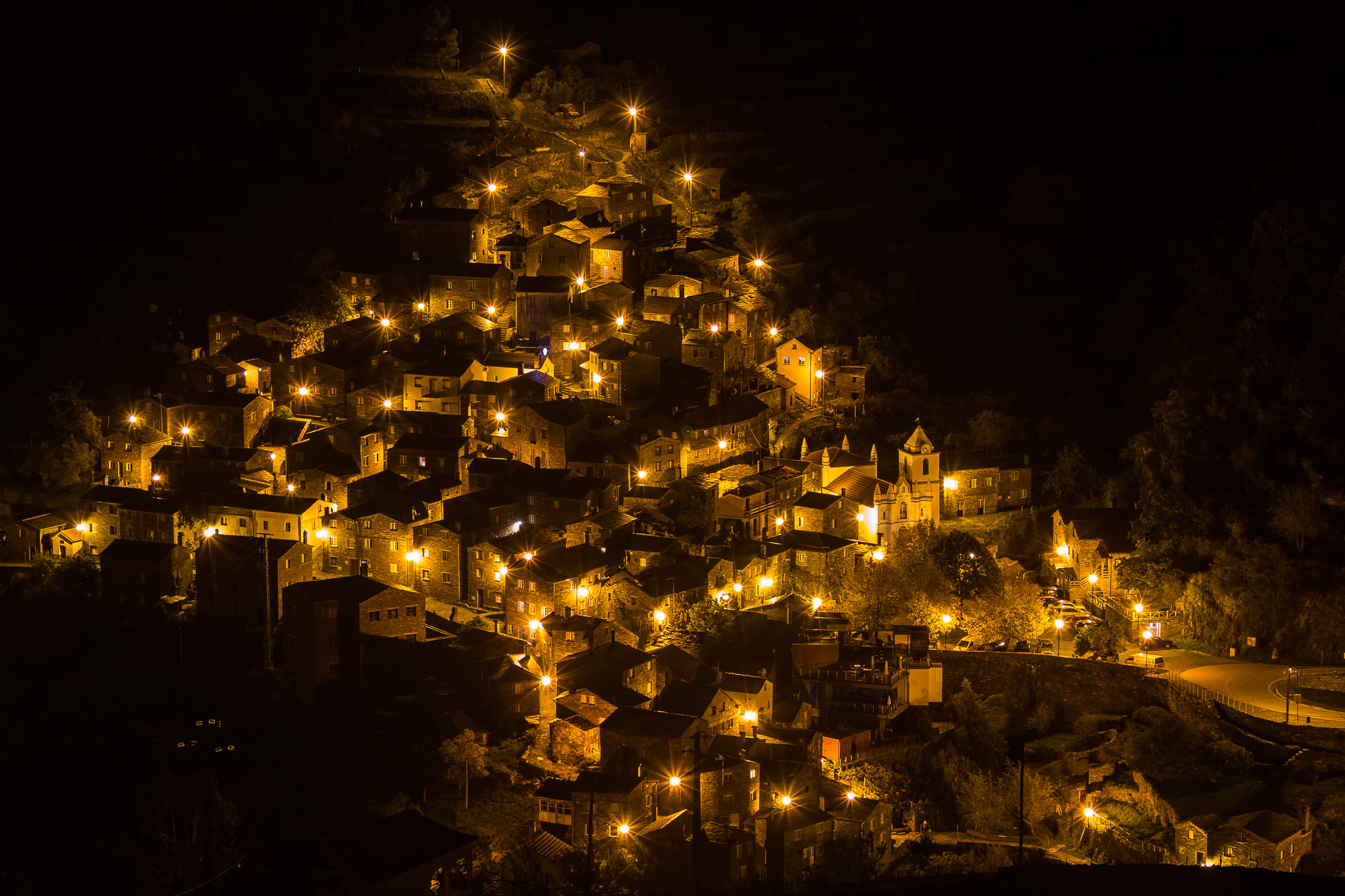
Piódão à noite
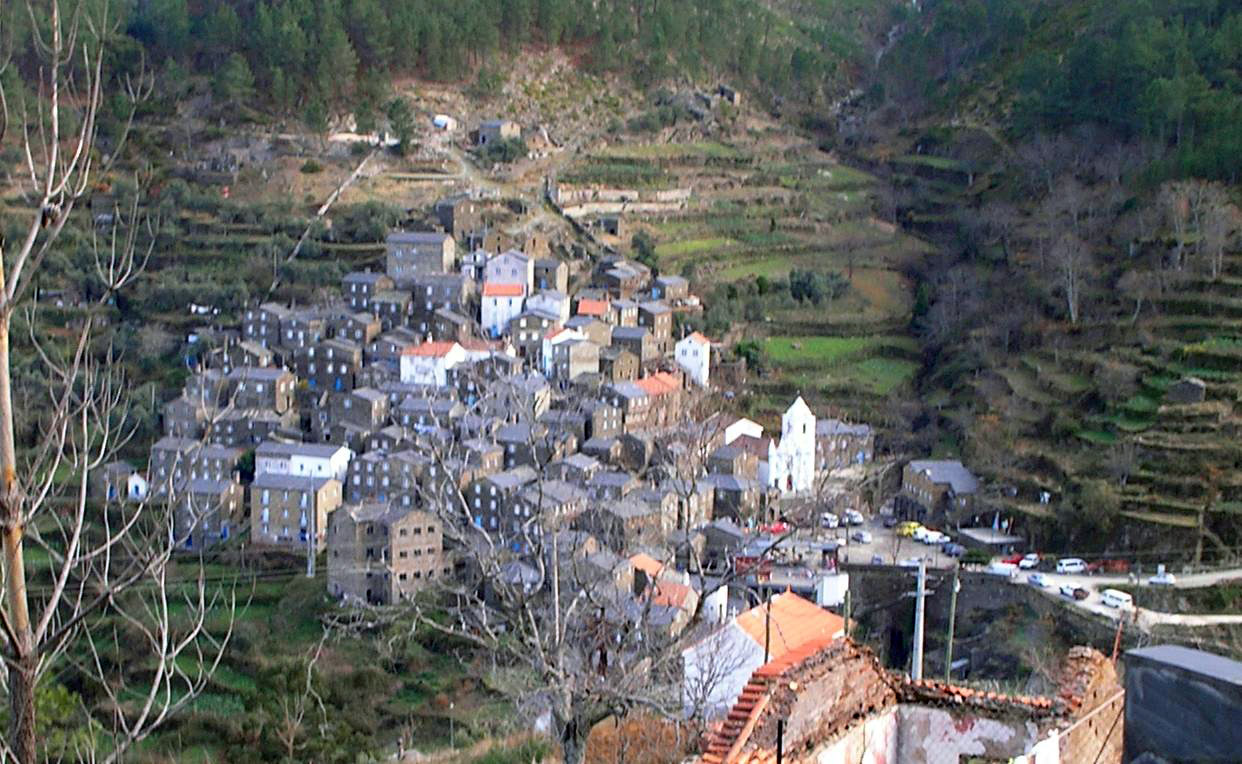
Piódão visto do INATEL
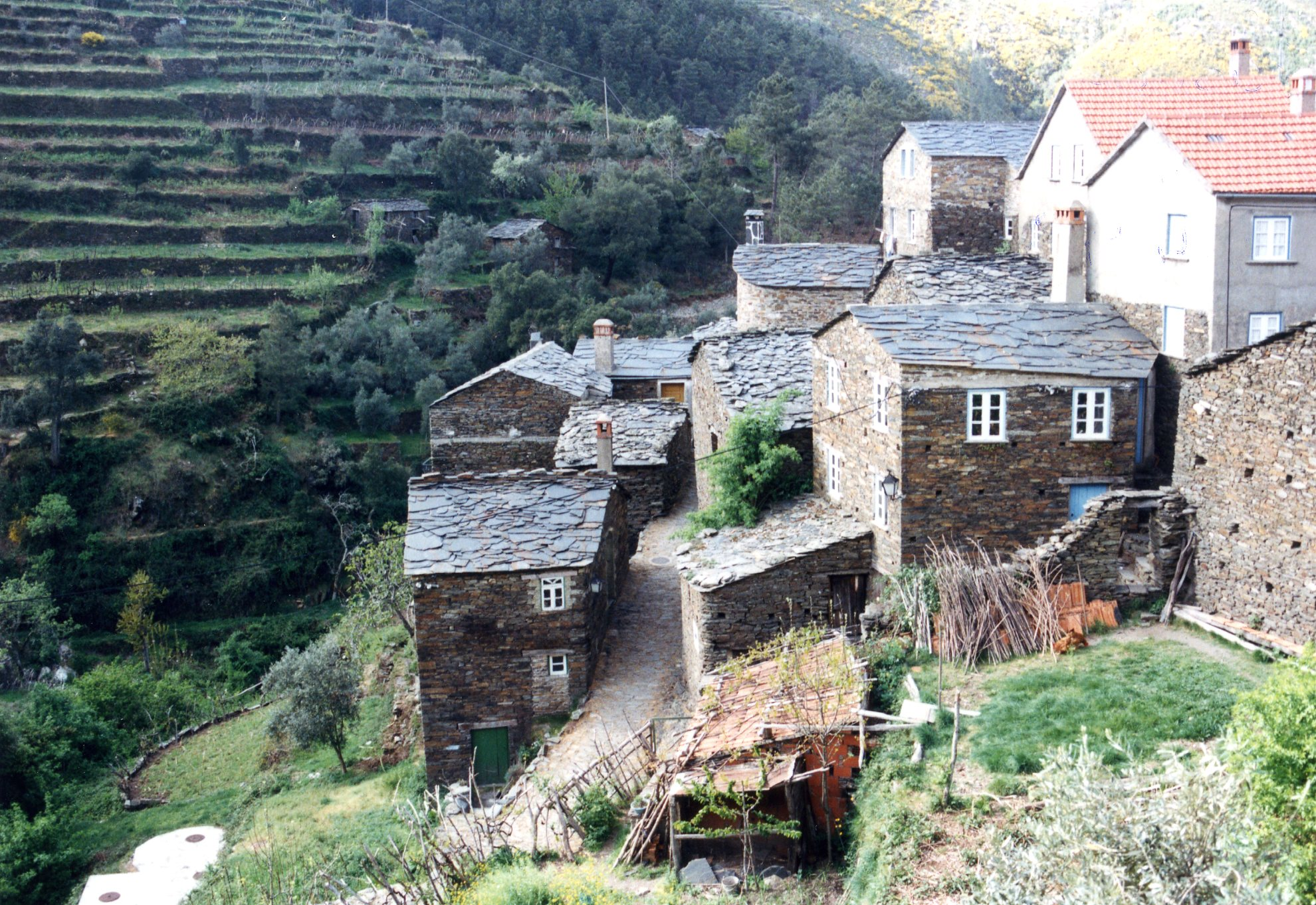
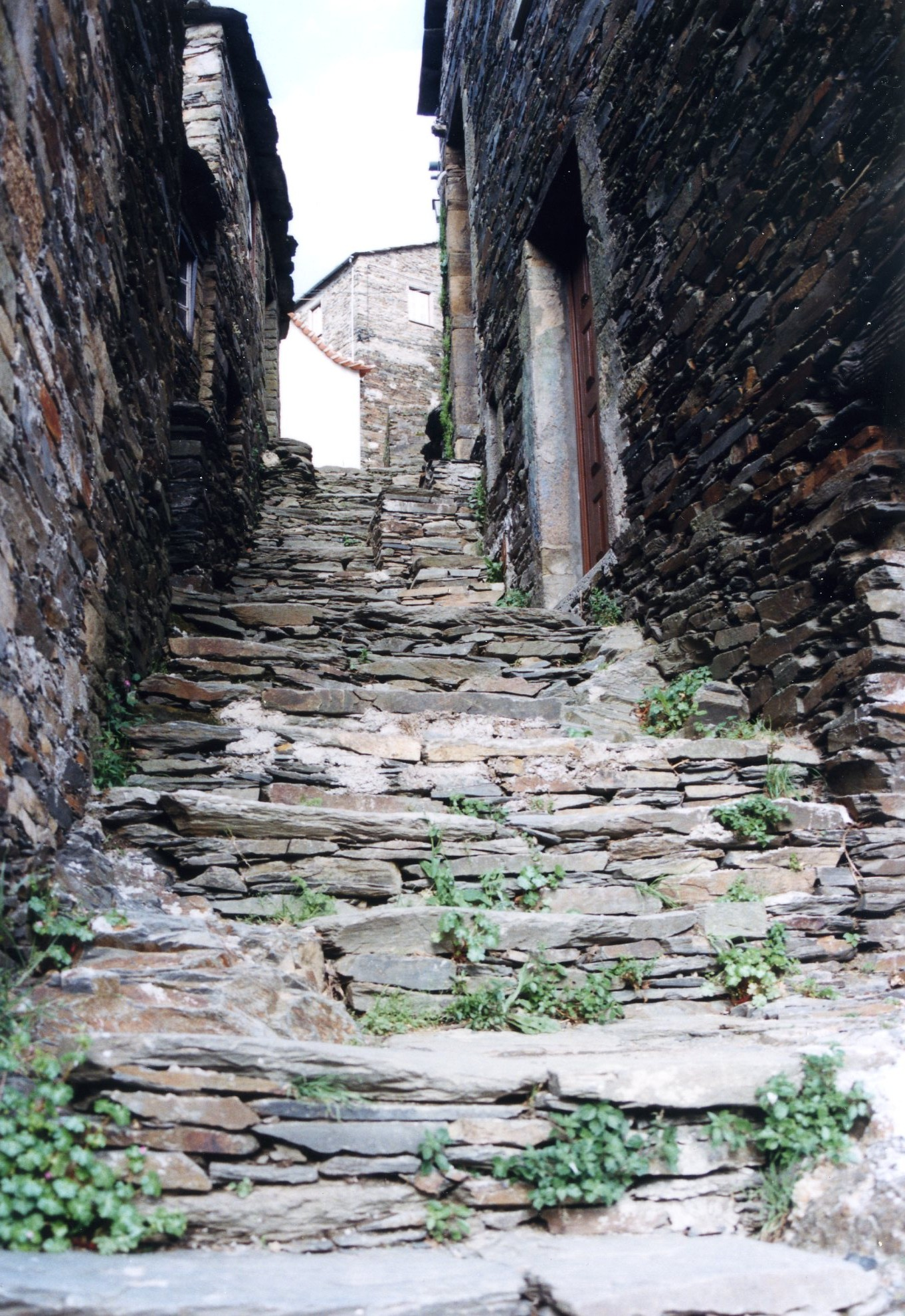